# 小野登
小野 登（おの のぼる、1917年2月11日 - 2008年7月20日）は、日本の映画監督、テレビディレクター。岡山県川上郡吹屋町（後の高梁市成羽町吹屋）出身。

## 経歴
1935年に香川県立高松商業学校を卒業し、日本大学芸術学部映画学科に進学。在学中、自作の脚本が映画監督の白井戦太郎に認められ、彼に師事するために1938年に大学を中退。大都映画に助監督として入社する。
1940年に東宝映画へ移籍して編集技師になるも、1947年に再び助監督となり、山本薩夫に師事する。
1955年からは東映京都撮影所で活動。1958年にテレビディレクターに、そして1960年に映画監督になる。